# 伊勢市立上野小学校
伊勢市立上野小学校（いせしりつ うえのしょうがっこう）は、三重県伊勢市上野町長屋にある公立小学校。

## 概要
- 校地面積：10,999m2
- 構成
  - 校舎：鉄筋コンクリート造3階建、面積 1,871m2
  - 運動場：面積 5,092m2
  - 屋内運動場：面積 680m2
  - プール：建築面積 1,027m2、面積 350m2

## 沿革
- 1875年（明治8年）8月 - 上野学校（海蔵寺）、神薗学校（光徳院）、円座学校（正覚寺）が創立する。
- 1883年（明治16年）9月 - 上野学校と円座学校が合併する。
- 1884年（明治17年）11月 - 佐八学校と合併し沼木学校と改称する。
- 1887年（明治20年）4月 - 再び佐八と分離して上野簡易科授業所となる。
- 1891年（明治24年）8月 - 校舎を新築する。
- 1892年（明治25年）4月 - 上野、円座、神薗が連合して上野尋常小学校となる。
- 1921年（大正10年）10月 - 同年1月に新築起工し7月に完成移転した校舎の落成式を挙行する。
- 1922年（大正11年）4月 - 高等科を併設し上野尋常高等小学校となる。
- 1926年（大正15年）7月 - 青年訓練所を併設する。
- 1935年（昭和10年）4月 - 青年学校を設置する。
- 1941年（昭和16年）4月 - 国民学校令の施行に伴い沼木村上野国民学校と改称する。
- 1947年（昭和22年）4月 - 学校教育法の施行に伴い沼木村立上野小学校と改称する。
- 1953年（昭和28年）8月 - 校舎を移転する。（現在の伊勢市立沼木幼稚園敷地）
- 1955年（昭和30年）1月 - 市町村合併に伴い伊勢市立上野小学校と改称する。
- 1960年（昭和35年）5月 - 伊勢市立沼木中学校の校舎新築のため、1961年（昭和36年）9月まで第3校舎を貸与する。
- 1971年（昭和46年）11月 - 校歌を制定する。
- 1978年（昭和53年）4月 - 伊勢市立矢持小学校を統合する。
- 1984年（昭和59年）3月 - 1983年（昭和58年）6月に起工した新校舎の竣工式を挙行する。
- 1985年（昭和60年）3月 - 1984年（昭和59年）10月に起工した屋内運動場の竣工式を挙行する。
- 1989年（平成元年）11月 - 同年6月に起工したプールの竣工式を挙行する。
- 2005年（平成17年）4月 - 3学期制から2学期制に移行する。

## 学校区
旧度会郡沼木村域を中心とする。伊勢市立の小学校及び中学校の就学すべき学校の指定に関する規則による。
- 上野町
- 円座町
- 神薗町
- 矢持町
- 横輪町
- 津村町の一部

## 周辺
- 伊勢市立沼木幼稚園
- 伊勢市役所 沼木支所
- 沼木郵便局
- 旧伊勢市立沼木中学校 - 上野小学校の卒業生の多くが進学する中学校であったが、少子化の流れを受けて2017年3月に閉校。以降、上野小学校の卒業生の多くは、新設された伊勢宮川中学校に進学することとなった。

## 交通アクセス
- 伊勢自動車道 玉城インターチェンジを南下、約5.9km
- 三重交通バス 伊勢市駅、宇治山田駅から「五ヶ所」または「神津佐」行き乗車約23分、「広岡」停留所下車約800m、徒歩約10分